# DFB-Pokal 1992/93
DFB-Pokalsieger 1993 wurde Bayer 04 Leverkusen, das gegen die Amateurmannschaft von Hertha BSC gewann, die im Achtelfinale den Titelverteidiger Hannover 96 ausgeschaltet hatte. Für Leverkusen war dies bis zum Gewinn der Deutschen Meisterschaft in der Saison 2023/2024 der einzige nationale Titel. Im anschließenden Europapokal der Pokalsieger schied Leverkusen im Viertelfinale gegen den portugiesischen Pokalsieger Benfica Lissabon aufgrund der Auswärtstorregel aus.

## Teilnehmende Mannschaften
Folgende 83 Mannschaften qualifizierten sich für den Pokalwettbewerb:
| Bundesliga die 20 Vereine der Saison 1991/92 | 2. Bundesliga die 23 Vereine der Saison 1991/92 | Amateurmeisterschaft die Erst- und Zweitplatzierten der beiden Gruppen während der Endrunde 1992 | Verbandspokal die Vertreter der 21 Landesverbände des DFB |
| --- | --- | ------------------------------------------------------------------------------------------------ | --- |
| VfB Stuttgart Borussia Dortmund Eintracht Frankfurt 1. FC Köln 1. FC Kaiserslautern Bayer 04 Leverkusen 1. FC Nürnberg Karlsruher SC Werder Bremen FC Bayern München FC Schalke 04 Hamburger SV Borussia Mönchengladbach Dynamo Dresden VfL Bochum SG Wattenscheid 09 Stuttgarter Kickers MSV Duisburg Hansa Rostock Fortuna Düsseldorf | - Gruppe Nord: Bayer 05 Uerdingen VfB Oldenburg Hertha BSC FC St. Pauli Hannover 96 (TV) SV Meppen Eintracht Braunschweig FC Remscheid VfL Osnabrück SC Fortuna Köln BSV Stahl Brandenburg - Gruppe Süd 1. FC Saarbrücken SV Waldhof Mannheim SC Freiburg Chemnitzer FC FC Carl Zeiss Jena FC 08 Homburg VfB Leipzig SV Darmstadt 98 1. FSV Mainz 05 TSV 1860 München Hallescher FC FC Rot-Weiß Erfurt | - Gruppe Nord Rot-Weiss Essen SV Werder Bremen (A) - Gruppe Süd SpVgg Bad Homburg SSV Ulm 1846   | - Schleswig-Holstein VfB Lübeck - Hamburg ASV Bergedorf 85 - Bremen OT Bremen 1 - Niedersachsen Sportfreunde Ricklingen Kickers Emden Lüneburger SK 1. SC Göttingen 05 - Mecklenburg-Vorpommern Post Telekom Neubrandenburg - Brandenburg Eisenhüttenstädter FC Stahl - Berlin Hertha BSC (A) - Sachsen-Anhalt FSV Lok Altmark Stendal - Sachsen Bischofswerdaer FV 08 - Thüringen FSV Wacker 90 Nordhausen - Westfalen SC Verl SpVg Beckum Sportfreunde Siegen - Mittelrhein Bayer 04 Leverkusen (A) SC Jülich 1910 - Niederrhein Wuppertaler SV Fortuna Düsseldorf (A) - Rheinland FSV Salmrohr - Südwest Wormatia Worms TuS Hoppstädten 2 - Saarland Borussia Neunkirchen - Hessen Rot-Weiss Frankfurt SV Wehen Wiesbaden 3 - Württemberg VfR Aalen 4 VfR Heilbronn 5 - Baden SGK Heidelberg - Südbaden Freiburger FC - Bayern Viktoria Aschaffenburg FC Gundelfingen SC 08 Bamberg SpVgg Fürth SSV Jahn Regensburg SpVgg Plattling |

## 1. Hauptrunde
| Datum                    |                          | Ergebnis              |                          |
| ------------------------ | ------------------------ | --------------------- | ------------------------ |
| Di 18.08.1992, 17:00 Uhr | FSV Wacker 90 Nordhausen | 0:8                   | 1. FC Köln               |
| Di 18.08.1992, 18:00 Uhr | Bayer 04 Leverkusen (A)  | 2:2 n. V. (7:8 i. E.) | Hamburger SV             |
| Di 18.08.1992, 18:00 Uhr | BSV Stahl Brandenburg    | 0:2                   | 1. FC Kaiserslautern     |
| Di 18.08.1992, 18:00 Uhr | OT Bremen                | 1:7                   | 1. FC Nürnberg           |
| Di 18.08.1992, 18:15 Uhr | FC Gundelfingen          | 0:1                   | Bayer 05 Uerdingen       |
| Di 18.08.1992, 20:00 Uhr | TSV 1860 München         | 1:2                   | 1. FC Dynamo Dresden     |
| Mi 19.08.1992, 18:15 Uhr | FSV Salmrohr             | 2:0                   | SG Wattenscheid 09       |
| Mi 19.08.1992, 18:15 Uhr | Sportfreunde Siegen      | 0:6                   | VfB Stuttgart            |
| Mi 19.08.1992, 18:15 Uhr | SpVgg Fürth              | 0:2                   | VfL Bochum               |
| Mi 19.08.1992, 18:15 Uhr | ASV Bergedorf 85         | 1:3                   | Bayer 04 Leverkusen      |
| Mi 19.08.1992, 18:30 Uhr | SC Jülich 1910           | 1:5 n. V.             | SV Werder Bremen         |
| Mi 19.08.1992, 18:30 Uhr | 1. SC Göttingen 05       | 1:3                   | FC Schalke 04            |
| Mi 19.08.1992, 19:30 Uhr | Lüneburger SK            | 0:3                   | Karlsruher SC            |
| Mi 19.08.1992, 19:30 Uhr | SSV Jahn Regensburg      | 2:1                   | VfB Lübeck               |
| Mi 19.08.1992, 20:00 Uhr | Hallescher FC            | 1:4                   | Borussia Dortmund        |
| Mi 19.08.1992, 20:00 Uhr | Kickers Emden            | 1:5                   | 1. FC Saarbrücken        |
| Mi 19.08.1992, 20:00 Uhr | Fortuna Düsseldorf (A)   | 1:2                   | Borussia Mönchengladbach |
| Mi 19.08.1992, 20:00 Uhr | SV Wehen                 | 2:3                   | Eintracht Frankfurt      |
| Di 25.08.1992, 17:00 Uhr | Borussia Neunkirchen     | 0:6                   | FC Bayern München        |

## 2. Hauptrunde
Einige Mannschaften erhielten in der 1. Runde Freilose. Diese sind mit einem Link unterlegt.
| Datum                    |                             | Ergebnis              |                           |
| ------------------------ | --------------------------- | --------------------- | ------------------------- |
| Fr 11.09.1992, 17:15 Uhr | SV Viktoria Aschaffenburg   | 0:6                   | VfL Osnabrück             |
| Fr 11.09.1992, 19:30 Uhr | MSV Duisburg                | 0:0 n. V. (4:3 i. E.) | 1. FC Köln                |
| Fr 11.09.1992, 20:00 Uhr | Karlsruher SC               | 4:2                   | Hamburger SV              |
| Fr 11.09.1992, 20:00 Uhr | VfL Bochum                  | 1:2                   | Hannover 96               |
| Fr 11.09.1992, 20:00 Uhr | SC Fortuna Köln             | 0:1                   | SV Meppen                 |
| Sa 12.09.1992, 15:00 Uhr | FC Rot-Weiß Erfurt          | 0:0 n. V. (2:4 i. E.) | FC Bayer 05 Uerdingen     |
| Sa 12.09.1992, 15:00 Uhr | SC 08 Bamberg               | 1:3                   | Eintracht Frankfurt       |
| Sa 12.09.1992, 15:30 Uhr | TSV Bayer 04 Leverkusen     | 1:0                   | 1. FC Kaiserslautern      |
| Sa 12.09.1992, 15:30 Uhr | FC St. Pauli                | 2:3 n. V.             | 1. FC Nürnberg            |
| Sa 12.09.1992, 15:30 Uhr | 1. FC Dynamo Dresden        | 2:3                   | VfB Leipzig               |
| Sa 12.09.1992, 15:30 Uhr | FC Hansa Rostock            | 2:0 n. V.             | VfB Stuttgart             |
| Sa 12.09.1992, 15:30 Uhr | FC Carl Zeiss Jena          | 2:1                   | 1. FC Saarbrücken         |
| Sa 12.09.1992, 15:30 Uhr | SV Werder Bremen (A)        | 1:2                   | Borussia Mönchengladbach  |
| Sa 12.09.1992, 15:30 Uhr | SpVg Beckum                 | 0:7                   | SV Werder Bremen          |
| Sa 12.09.1992, 15:30 Uhr | FC Remscheid                | 2:1                   | SV Darmstadt 98           |
| Sa 12.09.1992, 15:30 Uhr | SV Stuttgarter Kickers      | 1:2                   | Chemnitzer FC             |
| Sa 12.09.1992, 15:30 Uhr | Freiburger FC               | 0:3                   | 1. FSV Mainz 05           |
| Sa 12.09.1992, 15:30 Uhr | Bischofswerdaer FV 08       | 3:2                   | VfB Oldenburg             |
| Sa 12.09.1992, 15:30 Uhr | Wormatia Worms              | 2:4                   | Fortuna Düsseldorf        |
| Sa 12.09.1992, 15:30 Uhr | Eisenhüttenstädter FC Stahl | 1:1 n. V. (5:4 i. E.) | Wuppertaler SV            |
| Sa 12.09.1992, 15:30 Uhr | SpVgg Bad Homburg           | 1:5                   | Eintracht Braunschweig    |
| Sa 12.09.1992, 15:30 Uhr | VfR Aalen                   | 1:2                   | FC 08 Homburg             |
| Sa 12.09.1992, 15:30 Uhr | Sportfreunde Ricklingen     | 5:4 n. V.             | SC Verl                   |
| Sa 12.09.1992, 15:30 Uhr | SSV Ulm 1846                | 2:1                   | SV Post T. Neubrandenburg |
| Sa 12.09.1992, 15:30 Uhr | SpVgg Plattling             | 2:1                   | SSV Jahn Regensburg       |
| Sa 12.09.1992, 15:30 Uhr | TuS Hoppstädten             | 0:3                   | VfR Heilbronn             |
| Sa 12.09.1992, 15:30 Uhr | Hertha BSC (A)              | 3:0                   | SGK Heidelberg            |
| Sa 12.09.1992, 16:00 Uhr | FSV Lok Altmark Stendal     | 0:1                   | FSV Salmrohr              |
| Sa 12.09.1992, 20:15 Uhr | Borussia Dortmund           | 2:2 n. V. (5:4 i. E.) | FC Bayern München         |
| So 13.09.1992, 15:00 Uhr | Rot-Weiss Essen             | 2:0                   | FC Schalke 04             |
| So 13.09.1992, 15:00 Uhr | SC Freiburg                 | 2:4                   | Hertha BSC                |
| So 13.09.1992, 16:00 Uhr | Rot-Weiss Frankfurt         | 3:4                   | SV Waldhof Mannheim       |

## 3. Hauptrunde
| Datum                    |                         | Ergebnis              |                             |
| ------------------------ | ----------------------- | --------------------- | --------------------------- |
| Fr 09.10.1992, 16:00 Uhr | SSV Ulm 1846            | 1:3                   | Borussia Dortmund           |
| Fr 09.10.1992, 20:00 Uhr | 1. FC Nürnberg          | 5:2 n. V.             | FC Remscheid                |
| Fr 09.10.1992, 20:00 Uhr | VfL Osnabrück           | 4:1                   | Borussia Mönchengladbach    |
| Sa 10.10.1992, 14:00 Uhr | Bischofswerdaer FV 08   | 0:1 n. V.             | Karlsruher SC               |
| Sa 10.10.1992, 14:00 Uhr | Hertha BSC (A)          | 4:2                   | VfB Leipzig                 |
| Sa 10.10.1992, 14:30 Uhr | Sportfreunde Ricklingen | 0:2                   | Chemnitzer FC               |
| Sa 10.10.1992, 14:30 Uhr | SpVgg Plattling         | 1:3                   | FC Carl Zeiss Jena          |
| Sa 10.10.1992, 15:00 Uhr | VfR Heilbronn           | 0:2                   | TSV Bayer 04 Leverkusen     |
| Sa 10.10.1992, 15:00 Uhr | FSV Salmrohr            | 0:1                   | FC 08 Homburg               |
| Sa 10.10.1992, 15:30 Uhr | FC Bayer 05 Uerdingen   | 0:1                   | Hannover 96                 |
| Sa 10.10.1992, 15:30 Uhr | Eintracht Frankfurt     | 4:1 n. V.             | SV Waldhof Mannheim         |
| Sa 10.10.1992, 15:30 Uhr | SV Werder Bremen        | 3:1                   | 1. FSV Mainz 05             |
| Sa 10.10.1992, 15:30 Uhr | MSV Duisburg            | 3:1                   | Eintracht Braunschweig      |
| Sa 10.10.1992, 15:30 Uhr | Fortuna Düsseldorf      | 2:2 n. V. (3:0 i. E.) | FC Hansa Rostock            |
| Sa 10.10.1992, 15:30 Uhr | Rot-Weiss Essen         | 3:2                   | Eisenhüttenstädter FC Stahl |
| So 11.10.1992, 15:00 Uhr | SV Meppen               | 2:4 n. V.             | Hertha BSC                  |

## Achtelfinale
| Datum                    |                         | Ergebnis              |                   |
| ------------------------ | ----------------------- | --------------------- | ----------------- |
| Fr 06.11.1992, 19:30 Uhr | FC Carl Zeiss Jena      | 3:2 n. V.             | MSV Duisburg      |
| Fr 06.11.1992, 20:00 Uhr | FC 08 Homburg           | 0:0 n. V. (2:4 i. E.) | 1. FC Nürnberg    |
| Fr 06.11.1992, 20:00 Uhr | Hertha BSC (A)          | 4:3                   | Hannover 96       |
| Sa 07.11.1992, 15:00 Uhr | TSV Bayer 04 Leverkusen | 1:0                   | Hertha BSC        |
| Sa 07.11.1992, 15:30 Uhr | Fortuna Düsseldorf      | 0:1                   | Karlsruher SC     |
| Sa 07.11.1992, 15:30 Uhr | Eintracht Frankfurt     | 3:1                   | VfL Osnabrück     |
| Sa 07.11.1992, 15:30 Uhr | Rot-Weiss Essen         | 0:1                   | Chemnitzer FC     |
| Sa 07.11.1992, 20:15 Uhr | SV Werder Bremen        | 2:0                   | Borussia Dortmund |

## Viertelfinale
| Datum                    |                    | Ergebnis              |                         |
| ------------------------ | ------------------ | --------------------- | ----------------------- |
| Di 01.12.1992, 19:30 Uhr | FC Carl Zeiss Jena | 0:2                   | TSV Bayer 04 Leverkusen |
| Di 01.12.1992, 19:30 Uhr | Chemnitzer FC      | 2:1 n. V.             | SV Werder Bremen        |
| Di 01.12.1992, 20:00 Uhr | Hertha BSC (A)     | 2:1                   | 1. FC Nürnberg          |
| Mi 02.12.1992, 20:15 Uhr | Karlsruher SC      | 1:1 n. V. (3:5 i. E.) | Eintracht Frankfurt     |

## Halbfinale
| Datum                    |                     | Ergebnis |                         |
| ------------------------ | ------------------- | -------- | ----------------------- |
| Di 30.03.1993, 19:00 Uhr | Eintracht Frankfurt | 0:3      | TSV Bayer 04 Leverkusen |
| Mi 31.03.1993, 20:15 Uhr | Hertha BSC (A)      | 2:1      | Chemnitzer FC           |

## Finale
Das Finale des DFB-Pokals 1992/93 fand am 12. Juni 1993 im Berliner Olympiastadion zwischen dem TSV Bayer 04 Leverkusen und den Amateuren von Hertha BSC statt. Zum ersten Mal erreichte eine Amateurmannschaft das Finale. Stepanović gewann als Trainer den DFB-Pokal, obwohl er im laufenden Wettbewerb mit Eintracht Frankfurt gegen Leverkusen bereits ausgeschieden war. „Ich fasse den Pokal nicht an“, erklärte er.
| Paarung             | Bayer 04 Leverkusen – Hertha BSC Amateure |
| Ergebnis            | 1:0 (0:0) |
| Datum               | 12. Juni 1993 um 18:00 Uhr |
| Stadion             | Olympiastadion, Berlin |
| Zuschauer           | 76.391 (ausverkauft) |
| Schiedsrichter      | Markus Merk (Kaiserslautern) |
| Tore                | 1:0 Kirsten (77.) |
| Bayer 04 Leverkusen | Rüdiger Vollborn – Franco Foda – Christian Wörns, Martin Kree – Andreas Fischer, Heiko Scholz, Ioan Lupescu, Pavel Hapal, Markus Happe – Andreas Thom, Ulf Kirsten Cheftrainer: Dragoslav Stepanović                             |
| Hertha BSC Amateure | Christian Fiedler – Sven Meyer – Oliver Schmidt (73. Sascha Höpfner), Karsten Nied – Gerald Klews, Andreas Schmidt, Oliver Holzbecher, Wolfgang Kolczyk – Carsten Ramelow – Sven Kaiser, Ayhan Gezen Cheftrainer: Jochem Ziegert |
| Gelbe Karten        | Kirsten – keine |

## Quelle
- Pokalsaison 1992/93